# Load flow
Il Load Flow è una tecnica di analisi dell'ingegneria elettrica, particolarmente usata in ambito impiantistico.
Lo scopo del Load Flow è fornire metodologie generali (e se possibile facilmente automatizzabili) per il calcolo dei flussi di potenza in una qualsivoglia rete elettrica di potenza.
A partire dai flussi di potenza, tramite calcoli diretti, è poi possibile ricavare tutte le altre grandezze di interesse.
In particolare, dopo aver scritto e risolto le equazioni di Load Flow, si ottengono i valori delle tensioni ai nodi.
Note queste tensioni, passando per la Matrice delle Ammettenze Nodali, è possibile ricavare il valore delle correnti su tutte le linee.
Le Equazioni di Load Flow, essendo non lineari, vengono risolte per via numerica, in genere utilizzando i metodi di Newton-Raphson o di Eulero. In passato, quando la potenza dei calcolatori non era sufficiente per risolvere i Load Flow di reti anche non troppo complesse, molti sforzi sono stati profusi per semplificare l'algoritmo di calcolo. Questi metodi hanno portato all'invenzione del FDLF (Fast Decoupled Load Flow) e al DCLF (Load Flow in corrente Continua).
Essendo un calcolo a regime per semplificare il calcolo gli elementi di rete vengono rappresentati con modelli semplici (ad esempio pi-greco) e lineari.
Gli attuali programmi di calcolo seguono modelli iterativi fino al rientro dell'errore max entro una soglia prefissata.
Si definiscono poi, nell'ambito di un calcolo, dei nodi particolari chiamati Slack attivo e slack reattivi.
In tali nodi verranno concentrati gli errori in uscita ad ogni iterazione.
Questo serve perché il set di misure dal campo che alimenta il calcolo sono affette da errore e quindi potrebbero non
essere congruenti tra loro.